# ジョン・オ・グローツ
ジョン・オ・グローツ（英: John o' Groats）は、スコットランドのハイランド地方にある村。スコットランド・ゲール語ではタイ・イアン・フロートゥ（Taigh Iain Ghròt）と呼ばれる。 グレートブリテン島で最も北に位置する村ということから、観光客に人気がある。近くには同島最北端のダン岬が控える。

## 地名
町の名は1496年、スコットランド王ジェームズ4世からオークニー諸島へ向かう舟を賜ったヤン・デ・グロート（Jan de Groot）というオランダ人からとられた。o'は小文字であることやo'とGの間のスペースに注意。小文字のo'は「of」を表し、オニールやオマリーなどアイルランドの姓の頭にみられるO'とは異なる。ジョン・オ・グローツの出の人は「グローツァーズ」（Groatsers）と呼ばれる。
ジョン・オ・グローツはイングランド南西端のランズ・エンド岬との間がグレートブリテン島で最も長い旅路となるため、自転車、徒歩、あるいは慈善行事の出発地点や到着地点として馴染まれている。イギリスでランズ・エンド・トゥ・ジョン・オ・グローツ（Land's End to John o' Groats、LEJOG）と云うと「究極の旅路」や「かなりの距離」（アメリカで云うところのコースト・トゥ・コースト）という意味になる。

## 人口
近年、ジョン・オ・グローツの人口は300のプラスマイナス10人の間で推移している。いわゆる散居村だが、小さな中心街には公営住宅、運動公園、店舗などがあり、最寄りのウィックという町から延びる幹線道路が通じている。

## 観光
毎年、ジョン・オ・グローツには世界各地から多くの観光客が訪れるが、必ずしも良い評価ばかりと限らず、人気ガイドブック『ロンリープラネット』は2005年、村を「さえない旅人のワナ」と評している。
2010年にさらなる批判が起こった結果、訪問者にとって村の魅力を高めるための多大な努力がなされました。
かつては廃墟だったこのホテルは、大幅に改装され、2013年に営業を再開しました。現在、村には蒸留所、醸造所、新しく開通した観光用歩道があります。観光名所に改装中の歴史的な工場は、2025年半ばにオープンする予定です。

## 道しるべ
ジョン・オ・グローツには「旅路の果て」と書かれた道しるべがランズ・エンドと同じペンザンスの写真会社によって置かれ、有料で写真を撮らせている。道しるべは写真ブースが閉まる夕方に片付けられるため、夜遅くや朝早くに着いた旅人はお目当ての道しるべがないことに失望を覚える。無料のプラスチック製道しるべは港のそばの土産店の横の壁にある。ジョン・オ・グローツ〜ランズ・エンド間を自転車や徒歩などで旅行する者もおり、このルートを「End To End」と呼ぶ。

## スポーツ
ジョン・オ・グローツにはジョン・オ・グローツFCとカニスベイ・ジュニアの二つのサッカークラブがある。ジョン・オ・グローツFCはアマチュアのサッカークラブで、ケースネスアマチュアサッカー一部でプレイしている。グレートブリテン島最北のサッカークラブとされる。カニスベイ・ジュニアはジョン・オ・グローツFCの少年団で、カースネス青少年育成リーグでプレイしている。

## ホテル
1875年、ヤン・デ・クロート・ハウスの跡地にジョン・オ・グローツ・ハウス・ホテルが建てられた。単なる一旅館や大衆バーでしかないにもかかわらず、ハイランド地方および島嶼部選出のスコットランド議会議員、ローダ・グラント（労働党）は「イギリスで最も有名なランドマークのひとつ」と評した。

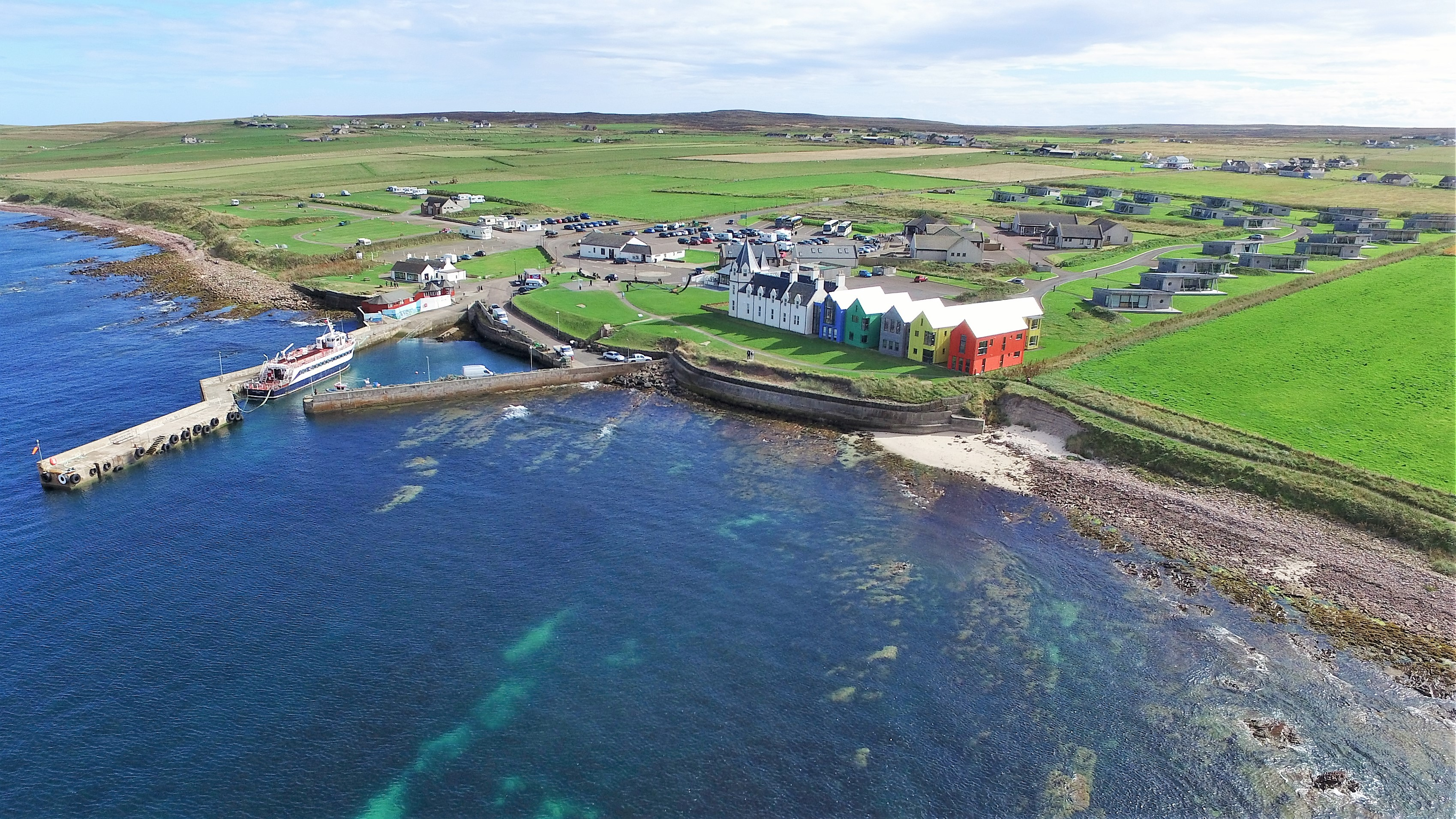
2016

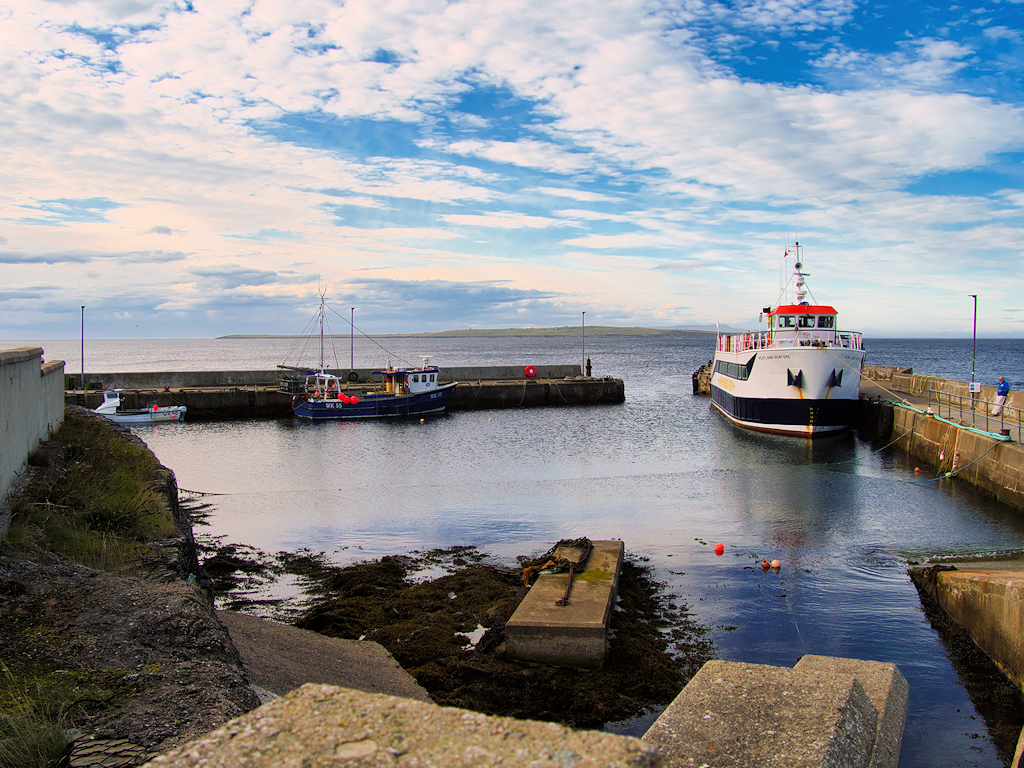
港

このホテルは長年放置されていたが、大幅に改装され、2013年に営業を再開した。
「ジョン・オ・グローツ・ハウスは古めかしい家で、現在のホテルの正面にあり、旗ざおが目印だったと考えられている。その名は1489年あたりにこの地に居を構えたオランダ出身の「グロートのジョン」に由来する。建物は八角形をしており、8つの部屋を束ねる一室は家族が8人いるということを如実に示している。揉め事を防ぐため、テーブルには席順が決められている。各々が勝手に八角形のテーブルに座るため、束ねる者はいない」 - ハイドン年代辞書（1876年）408頁 ベンジャミン・ヴィンセント著